# NGC 5411
NGC 5411 é uma galáxia elíptica (E-S0) localizada na direcção da constelação de Boötes. Possui uma declinação de +08° 56' 16" e uma ascensão recta de 14 horas, 01 minutos e 59,1 segundos.
A galáxia NGC 5411 foi descoberta em 25 de Abril de 1883 por Ernst Wilhelm Leberecht Tempel.